# When the spirit slips away
When the spirit slips away is een ballad van de Nederlandse band Ten Sharp uit 1991. Het werd uitgebracht op een op een 7" single (45 toeren) en een maxi-cd en werd een minder grote hit dan andere platen die de band in deze tijd uitbracht. Daarnaast verscheen het op een muziekalbum (op zowel een elpee als een cd).

## Tracks
Single (45 toeren)
1. When the spirit slips away - 4:14
2. When the spirit slips away (instrumentaal) - 4:13

Maxi-single (cd)
1. When the spirit slips away - 4:14
2. The "O" - 3:18
3. He Played Real Good For Free - 4:02
4. When the spirit slips away (instrumentaal) - 4:13

## Hitnoteringen
| Nederlandse Nationale Top 100: 5-10 t/m 19-10-1991 | Nederlandse Nationale Top 100: 5-10 t/m 19-10-1991 | Nederlandse Nationale Top 100: 5-10 t/m 19-10-1991 | Nederlandse Nationale Top 100: 5-10 t/m 19-10-1991 | Nederlandse Nationale Top 100: 5-10 t/m 19-10-1991 |
| Week:                                              | 1                                                  | 2                                                  | 3                                                  |                                                    |
| -------------------------------------------------- | -------------------------------------------------- | -------------------------------------------------- | -------------------------------------------------- | -------------------------------------------------- |
| Positie:                                           | 96                                                 | 90                                                 | 84                                                 | uit                                                |